# ان‌جی‌سی ۷۳۸۰
ان‌جی‌سی ۷۳۸۰ (انگلیسی: NGC 7380) یک خوشه ستاره‌ای باز جوان است که در صورت فلکی گردانِ شمالی قیفاووس قرار گرفته و توسط کارولین هرشل در سال ۱۷۸۷ کشف شده‌است. اخترشناسِ زادهٔ آلمان، ویلیام هرشل، کشف خواهرش را در فهرست خود گنجانده و آن را با برچسب «H VIII.77» نامگذاری کرده‌است. در کاتالوگ شارپلس 1959 (Sh2-142). این سحابی با نام «S 142» شناخته می‌شود. مشاهدهٔ ان‌جی‌سی ۷۳۸۰ با چشم بسیار دشوار است، معمولاً به آسمان بسیار تاریک و فیلتر O-III نیاز است. این خوشهٔ ستاره‌ای در فاصله تقریبی ۸٫۵ کیلو سال نوری از خورشید، در بازوی برساووش کهکشان راه شیری واقع شده‌است.
این خوشه وسعتی حدود ۲۰ سال نوری (در ۶ قطعه) با یک شکل کشیده و یک دم کشیده را در بر می‌گیرد. تخمین سن از ۴ تا ۱۱٫۹ میلیون سال است. در مرکز خوشهٔ DH Cephei قرار دارد، یک سیستم باینری طیفی دو خط نزدیک و دو خطه متشکل از دو ستاره عظیم از نوع O قرار دارد. این جفت منبع یونیزه کنندهٔ اصلی برای منطقه اچ ۲ (H II) اطراف است و در حالی که باعث تشکیل ستاره در منطقهٔ همسایه می‌شود، گاز و گرد و غبار اطراف را بیرون می‌کشد. از میان ستارگان متغیری که در خوشه شناسایی شده‌اند، ۱۴ ستاره از ستارگان پیش‌رشته اصلی شناخته شده‌اند در حالی که ۱۷ ستاره که رشته اصلی هستند در درجهٔ اول متغیرهای نوع B هستند.